# Găujani
Găujani is een Roemeense gemeente in het district Giurgiu.
Găujani telt 2558 inwoners.